# Labidochromis
Labidochromis – rodzaj słodkowodnych ryb okoniokształtnych z rodziny pielęgnicowatych (Cichlidae).

## Występowanie
Gatunki endemiczne jeziora Malawi (Niasa) w Afryce.

## Klasyfikacja
Gatunki zaliczane do tego rodzaju:

- Labidochromis caeruleus Fryer, 1956
- Labidochromis chisumulae Lewis, 1982
- Labidochromis flavigulis Lewis, 1982
- Labidochromis freibergi Johnson, 1974
- Labidochromis gigas Lewis, 1982
- Labidochromis heterodon Lewis, 1982
- Labidochromis ianthinus Lewis, 1982
- Labidochromis joanjohnsonae Johnson, 1974 – pyszczak Joanny
- Labidochromis lividus Lewis, 1982
- Labidochromis maculicauda Lewis, 1982
- Labidochromis mathotho Burgess & Axelrod 1976
- Labidochromis mbenjii Lewis, 1982
- Labidochromis mylodon Lewis, 1982
- Labidochromis pallidus Lewis, 1982
- Labidochromis shiranus Lewis, 1982
- Labidochromis strigatus Lewis, 1982
- Labidochromis textilis Oliver, 1975
- Labidochromis vellicans Trewavas, 1935 – gębacz pięknopłetwy[3]
- Labidochromis zebroides Lewis, 1982

Gatunkiem typowym jest Labidochromis vellicans.